# Chironex yamaguchii
Chironex yamaguchii is een tropische kubuskwal uit de familie Chirodropidae. De kwal komt uit het geslacht Chironex. Chironex yamaguchii werd in 2009 voor het eerst wetenschappelijk beschreven door Lewis & Bentlage. 